# The Chief (televisieserie)
The Chief is een Britse politieserie met 35 afleveringen tussen 1990 en 1995 die de belevenissen van staf en medewerkers van een fictief politiedistrict laten zien. De serie werd geproduceerd door Anglia Television.

## Plot
Chief Constable John Stafford (Tim Pigott-Smith) is de verantwoordelijke man voor orde en gezag in Eastland, een van de meest explosieve delen van het Verenigd Koninkrijk. Hij krijgt niet alleen te maken met interne problemen bij zijn corps maar ook met een diversiteit van overtredingen, moordzaken en andere misdrijven - van seksuele intimidatie tot gewapende overvallen en demonstraties tegen kernenergie. Rode draad in de serie is hoe The Chief bezig is om als nieuwe baas voldoende gezag te krijgen om de werkwijze van zijn corps te vernieuwen, en gelijktijdig de invloed van de Home Office en de lokale notabelen terug te dringen.
Vanaf aflevering 12 werd zijn functie overgenomen door Chief Constable Alan Cade (Martin Shaw).

## De acteurs in de serie
- Martin Shaw ... Chief Constable Alan Cade (23 afleveringen, 1993-1995)
- Karen Archer ... Asst. Chief Constable Anne Stewart (23 afleveringen, 1990-1994)
- Michael Cochrane ... Nigel Crimmond (17 afleveringen, 1990-1995)
- Tim Pigott-Smith ... Chief Constable John Stafford (14 afleveringen 1990-1993)
- Gillian Martel ... Diane Lewis (14 afleveringen, 1991-1995)
- Judy Loe ... Dr. Elizabeth Stafford (13 afleveringen, 1990-1993)
- Stuart McGugan ... Det. Chief Supt. Sean McCloud (12 afleveringen, 1993-1994)
- Tony Caunter ... Deputy Chief Constable Arth